# Fabio Accardi
Fabio Accardi (* 15. März 1983 in Stuttgart) ist ein italienischer Fußballspieler.

## Karriere
In seiner Jugend spielte Accardi für die Sportfreunde Stuttgart und die Stuttgarter Kickers, dort schaffte er 2002 den Sprung zu den Amateuren der Kickers. Dort absolvierte er 131 Partien in der Oberliga Baden-Württemberg. Sein Debüt in der ersten Mannschaft der Kickers gab der Abwehrspieler am 4. Juni 2005 gegen die TuS Koblenz, als er in der 89. Spielminute eingewechselt wurde. Jedoch konnte Accardi sich nicht in der Profimannschaft der Blauen etablieren und so folgte zur Saison 2008/09 der Wechsel zum damaligen Oberligisten 1. FC Normannia Gmünd. Noch in der gleichen Spielzeit wechselte der gebürtige Stuttgarter erneut, dieses Mal eine Klasse tiefer in die Verbandsliga Württemberg zum 1. FC Frickenhausen.
Nach seiner Zeit in Frickenhausen lief Accardi zwei Saisons lang für die Kreisligisten TSV Wendlingen und TSV Rohr auf. In der Saison 2012/13 war Accardi in der Bezirksliga für den TSV Plattenhardt am Ball.